# Silnice II/199
Silnice II/199 je silnice II. třídy, která vede z Holostřev ke hraničnímu přechodu Pavlův Studenec / Bärnau. Je dlouhá 29,7 km. Prochází jedním krajem a jedním okresem.

## Vedení silnice

### Plzeňský kraj, okres Tachov
- Holostřevy (křiž. II/605)
- Malovice (křiž. III/1991)
- Nová Hospoda (křiž. I/21, III/1992)
- Ostrov
- Hlinné (křiž. III/1997)
- Tisová (křiž. III/1998, III/19850)
- Trnová
- Pernolec (křiž. II/198)
- Tachov (křiž. II/198, III/1999, III/19846, III/19910, peáž s II/198)
- Světce
- Svobodka (křiž. III/19919)
- Dolní Výšina (křiž. III/19912)
- Horní Výšina (křiž. III/19923)
- Branka (křiž. III/19918)
- Pavlův Studenec